# 上野顕太郎
上野 顕太郎（うえの けんたろう、1963年4月18日 - ）は、主にギャグ漫画を執筆する日本の漫画家。東京都出身。ニックネームはウエケン、うえけん。妻は声優・女優の上野アサ。
主な作品に『帽子男は眠れない』（1992年）、『ゲームびと』（1998年）、『ひまあり』（2000年 - 2002年）、『夜は千の眼を持つ』（2006年 - ）、『さよならもいわずに』（2010年）などがある。以上のうち『さよならもいわずに』だけはギャグ漫画ではなく「妻の死」を扱ったドキュメンタリータッチの作品であり、2011年のマンガ大賞にノミネートされた。
キャッチフレーズは「ヒマ（暇）」「五万○」など。前者は「ヒマだからな！」「暇を売りにしている」などと使われ、後者は「五万人だ！」「五万階だ！」などと使用される。

## 作風
緻密に描き込まれた絵と、ナンセンスでシュールな作風が特徴。また、アメリカン・コミックスの画風を真似たパロディや、SFギャグも得意とする。基本的には全年齢向けのギャグ漫画を描いているが、掲載紙が青年向けの場合、『朝日のようにさわやかに』第12話「夜歩く」のように性的なシーンも登場する。
背景などの書き込みもアシスタントをあまり使用しないために遅筆であり、1984年デビューからの活動期間に比して作品数は少ない。しかし、漫画のアイデアについては「泉のごとく」湧き続けているとのこと。
望月三起也の逝去にあたり寄せたパロディ「追悼 望月三起也」(『夜の眼は千でございます』収録)では、望月のトーンを使わない画風を再現するにあたり、背景に無数の線を引いたという。このことに関し上野は、「トレースは一切していないです。トレースしたら負けなので」と語っている。
自身の作品については、初の単行本である『帽子男は眠れない』の「あとがき」にて「人生の不条理」を内包しているとの考えを記している。その引き合いとして、西村晃主演のNHKドラマ『あの角の向こう』（上野は『あの坂の向こう』と記している）を出し、「あとがき」そのものが1頁しかないにもかかわらず、頁の半分を使ってその第1話を説明している。
モンティ・パイソンのように「1作ごとに1アイディア使い捨て」というコストパフォーマンスの悪い芸風を旨とするが、30年近い経歴において、しばしば共通キャラクター・シチュエーションによる連作が（時には掲載誌・版元をまたいで）存在する（さわやか君、帽子男、など）。
また、上野が発案に協力したゲソピンくんを、しりあがり寿、とり・みきらと広めている。上野自身もゲソピンくんを『夜は千の眼を持つ』に登場させた（「サチコの彼はどんな人」ほか）。

## 経歴
漫画家になることを志したのは小学6年生の時である。卒業文書で決意表明をし、以後、中学、高校、大学と、友人たちと同人誌活動を行っていた。高校卒業を機に投稿を開始し、大学へ通いながら執筆を継続。「中学の頃の作品は恥ずかしくて人に見せられないが、プロを目指した19歳以降の作品は見せられる」と語っており、2009年の単行本『五万節』には、1983年に執筆し、それまで未掲載だった「Dを訪ねた2人」が掲載された。また、同じく未掲載だった「風下侍」（執筆年は不明）は、『謹製イロイロマンガ』（2009年）に収録されている。
「Dを訪ねた2人」は、1983年の「第21回週刊少年チャンピオン新人まんが賞」で特別奨励賞を受賞した作品である。審査員の手塚治虫からは発想とギャグのセンスを褒められ、同じ審査員の山上たつひこからは「テンポの悪さがギクシャクした面白さを造っている」と評された。なお、この「D」とはドラキュラのことである。
デビュー作は「煙草撲滅委員会」であり、1984年、『週刊少年チャンピオン』に掲載された。単行本では『上野漫画』、『五万節』に収録されている。なおこの時21歳、当時住んでいた町田駅前のアパートにはデビュー前の吉田戦車が住んでおり、入居時の挨拶で顔を合わせているという。『五万節』に再録された際は「デビュー作と表記される事が多い」と言葉を濁している。漫画家として生活が成り立たない時期に警備員のアルバイトをしていたことがあり、「会議は脅す」はその時期に描かれている（「コミック94」春号に掲載されたが、執筆は1987年の正月）。
「マンガノゲンバ」（NHK-BS2、2007年12月4日放送分）の“作者ノゲンバ”コーナー内では、「デビューしてからギャグマンガ一筋!」として紹介された。自宅兼仕事場兼書庫が映像で捉えられ、『夜は千の眼を持つ』カバー裏の画（本の山）が真実であったことを知らしめた。この取材については、「マンガノゲンバノゲンバ」（『明日の夜は千の眼を持つ』 183-190頁に収録）にて描かれている。
マンガ、エッセイ、四コマと形態を変え、現在も『ファミ通PS』にて長期連載中。公式コミュニティ『COM2ウェブ編集局 デジコミ 新潮コム・コム』では「ウエケンのRPM（ロールプレイングマンガ）」を公開している。2012年7月からは、自身初となる週刊連載を「いちマルはち」を『週刊アスキー』で開始した。
2016年4月から2年間、京都精華大学マンガ学部ギャグ漫画コースで講師をつとめた。2025年4月より秋草学園短期大学で講師を務める。
2018年、『夜の眼は千でございます』で第21回文化庁メディア芸術祭マンガ部門にて優秀賞を受賞。

## 家族構成
父親は抽象画家の上野憲男。
前妻はキホ（旧姓は非公開）、後妻は上野アサ。キホは、2004年12月10日に34歳で死去した。自叙的に描いた作品『さよならもいわずに』を「コミックビーム」に連載し、後に単行本化された。
上野の作風として「写真を漫画に取り込む」「写真で原稿を構成する」といったものがあり、妻は2人とも架空のキャラクターとして作品で画像を使用されている（上野自身も登場することがある）。また、キホの場合、キホ自身として漫画に登場することがあった（『ひまあり』に顕著）。「上野嫁」として、キホは公私共に上野にとって欠かせない人物であった。
上野アサについては、「新嫁・亜沙」と書かれており、コミックビーム2010年9月号の「編者武芸帳」（『明日の夜は千の眼を持つ』に収録）に登場しているほか、『帽子男』、『謹製イロイロマンガ』などの単行本の表紙のモデルとなっている）。また、『明日の夜は千の眼を持つ』の冒頭に収録されている「OPENING」にも、うぐいす嬢として登場している模様。
娘は、「トラウマ刑事（デカ）」（ぶんか社「イカしてソーロウ」、1994年3月号～6月号掲載）の4話目の執筆の際に生まれており、上野は妻の実家で残りを執筆している。

## シリーズ、代表作など

### 帽子男
上野を代表する作品であり、キャラクターでもある。『帽子男は眠れない』（1992年）は、上野にとって初めての単行本となった。
連載・単行本
週刊モーニング等に掲載され、『帽子男は眠れない』、『帽子男の子守唄』（共に講談社）に収録。
後に『帽子男』に再録の際、「コミックビーム」（エンターブレイン）に掲載された新作3本を追加。
特徴など
トレンチコートと帽子が特徴だが、本名・経歴等、ほぼ全てが謎の男、通称「帽子男」。逃亡中であることは確かだが、追っ手の正体・目的も不明。謎の存在である彼が、時に下らない事件を巻き起こし、あるいは巻き込まれる（例、「同窓会の帽子男」）。
追っ手も氏名は知らないらしく、彼を発見した際は「帽子男！？」と叫んでいた。
銃を所持し、時に1対1で決闘して相手を仕留めるなど、一般人とはかけ離れた環境にあるが、陰惨な性格ではない。むしろ想像力が豊か過ぎ、妄想が暴走することもあり、それだけで成り立っている話も存在する（「帽子男のミッドナイトクルージング」、他）。
第1回「帽子男は眠れない」では「屋台を訪れた客」というだけの設定で、帽子を被っている以外、特に目立たない存在であった（コートも着ていない）。第2回「ジェットコースターの帽子男」から「逃亡者」という設定が盛り込まれ、パートナーの女性（セミレギュラー）が登場するようになる。
追っ手は黒のサングラスに黒の背広を着た男性が複数。この他に決闘相手が3回登場している（うち2回は死亡）。
上野は後に、「デビュー作（「煙草撲滅委員会」）に、既に帽子男が登場していた」と語っているが、外見が類似しているのみで、設定等の共通点は明確に語られていない。
なお、「帽子男のキャラクターは、泉昌之の影響を受けている、泉にその件で謝罪している」という説があるが、これは事実とは異なる。実際は「帽子男」の短編の3作を執筆後に泉昌之を知る。また、泉昌之作品のキャラクターはアラン・ドロンがモデルであるのに対し、「帽子男」はハンフリー・ボガートがモデルであるという差があるという。
同時代に同系列のキャラが存在した為このような説が生まれたと思われる。
単行本は3冊あるが、3冊目の『帽子男』は、既刊2冊（絶版）から帽子男シリーズのみを再録し、新作3本を追加したものである。ただし、カラーページや一部のイラスト・カットは再録されていない。また、『～眠れない』に収録されていた「2・14」は、帽子男が登場するものの、シリーズ作品ではない（バレタイン・デーの漫画）ため、『五万節』に再録されている。以下、帽子男シリーズのみ記載し、3冊目に関しては新作のみとする。
帽子男は眠れない
帽子男は眠れない
ジェットコースターの帽子男
お子様ランチの帽子男
映画館の帽子男
同窓会の帽子男
帽子男の休日
クロスワードの帽子男
帽子男と哀愁のエレベーターガール
帽子男のミッドナイトクルージング
波止場の帽子男
本屋の帽子男
たこ焼きの果てに帽子男
静かなる決闘（3冊目では「帽子男・静かなる決闘」）
車中の対決（3冊目では「帽子男・車中の対決」）
取調室の帽子男
帽子男の目薬
合い席の帽子男
観光地の帽子男
アイスコーヒーの帽子男
帽子男・謎の幼稚園
以上の初出誌は、同書227頁の奥付と『五万節』288-289頁によると、1988年パーティ増刊20号、open増刊C号（正確には「C」が正方形で囲まれている）、1989年モーニング12、、44号、ルーキーリーグ1号（正確には1が丸で囲まれている）、1990年のモーニング2・3、6、12、36~39、42~43号、パーティ増刊31号、1992年、20・21~24、44~46号、となっている。
帽子男の子守唄
帽子男の1秒間
帽子男のヴァーチャルウォーズ
帽子男のカーチェイス
父兄参観の帽子男
ピンポンの帽子男
横断歩道の帽子男
断崖の帽子男
帽子男・落ち葉の決闘
帽子男の子守唄（3冊目では「帽子男の子守歌」）
歯痛の帽子男
待合室の帽子男
以上の初出誌は、同書212頁の奥付と『五万節』288-289頁によると、モーニング1993年9号、1994年10、11、20、25、29、47、48、52号、1995年8、14、23号、、及び描き下ろし作品。
帽子男
許可局の帽子男
回想の帽子男
昨夜の足取り　帽子男
新作3本の初出誌は、「コミックビーム」2009年5月号~7月号（同書288頁による）。また、「断崖の帽子男」でのサブリミナル風の広告は、『～子守唄』では『～眠れない』だったが、本書ではエンターブレインの単行本（『夜は千の眼を持つ』、『わたしたちの好きなもの』、『星降る夜は千の眼を持つ』、『五万節』、『帽子男』）に変更されている。

### 五万節（うえけんの五万節）
上野を代表する作品であり、フレーズでもある。
掲載・単行本
週刊モーニング1990年40号（9月20日号。9月6日発売）にて掲載され、『帽子男は眠れない』（講談社）に収録された。
後に『五万節』（エンターブレイン）に再録された。
特徴など
全3話。第2話までは3頁、最終話のみ5頁。「数で笑わせる」をコンセプトに、5万人や5万階を見開きで丹念に描いている。
「打ち合わせは5分、製作は半年」という作品。
「サルでも描ける朝日のようにさわやかに」
『朝日のようにさわやかに』（秋田書店）の第7話。これによると、竹熊健太郎も同じ時期（1990年8月末）に「数で笑わせる」という作品を考えていたが、上野に先を越された、とのことである。
このことを上野は吉田戦車から聞き、竹熊と相原コージの漫画『サルでも描けるまんが教室』のパロディとして「サルでも描ける朝日のようにさわやかに」を執筆した。
この中で竹熊が「ミツユビナマケモノ200頭、老人4万人、警官5万人」という原作を用意しており、オチのコマでそれが再現されている。
なお、同種の漫画としては、他に「宇宙の百人」（早川書房の無料冊子に掲載。単行本未収録）、「宇宙の千人」（講談社ヤングマガジン2001年16号。『五万節』に収録）がある。

### クイズ
クイズ番組の司会者を中心にした構成で、理不尽あるいは不条理な展開をする作品。1コマ目で司会者が「クイ～ズ」、あるいは「クイーズ」と叫んでいるのが特徴であるが、あくまでサブタイトルは「クイズ」であり、長音符などはついていない。
なお、下記の「第23×」は原文そのままである（セリフなど、随所が伏字になっている、という展開のため）。
朝日のようにさわやかに
第2話「クイズあだなは何！？」
第8話「クイズ司会が100人！」
第20話「クイズ問題は何！？」
第23×「クイズ伏字でGO!GO!!」
夜は千の眼を持つ

### さわやか君がゆく
リアルな絵柄の上野作品のキャラに混じり、マンガのようにキラキラした目を持ち、マンガのようにシンプルでデフォルメされた「さわやか君」が入り込み、難しい事態をさわやかに収拾する。

### キャプテントラウマ
SF（スペースオペラ）のパロディ、もしくはギャグ漫画。禿頭で左目に眼帯をしている小太りのキャプテントラウマが主人公。さまざまな事件が巻き起こるが、素通りすることもある。『夜は千の眼を持つ』にて初登場、以後シリーズ化し、続刊にも登場している。
『上野漫画』の「上野後書」にて、「トラウマ刑事（デカ）」（ぶんか社「イカしてソーロウ」、1994年3月号～6月号掲載）の執筆の際、「本当はスペースオペラで「キャプテン・トラウマ」というタイトルにしたかったが、「現代モノで」という注文だったので刑事モノにした」と明かされている。また、「ファイブ・ジョーカーズ
」第13話「参上！キャプテンブラック」において、「禿頭で左目に眼帯をしている小太り」の宇宙海賊が登場している。

### サチコと友と
『夜は千の眼を持つ』、他

### 〇休さん
『夜は千の眼を持つ』、他
- ゴル休さん・マヤ休さん・魔太休がくる!!・〇休祭、など、一休さんと有名漫画を絡めたパロディ。
- 「上野麻雀」でのパロディぶりが、本シリーズの先駆となっている[34]。

### さよならもいわずに
ギャグ漫画ではなく、ドキュメンタリータッチの作品。10年連れ添った愛妻・キホの死と、その後を描く。

### その他
出版社を跨がない、あるいは完結しているなどの作品。
Happy Lucky Tricky & Empty
全15話。ハッピー、ラッキー、トリッキーの3人組が中心となるギャグ漫画。読み切りゆえに、毎回さまざまなシチュエーションが展開する。ハッピーのみ女性。
本来は4人組だが、4人目のメンバーであるエンプティーはまともに登場しておらず、容姿・性別・年齢も定かではない。
ハッピーは若い女性だが、ちょっと感覚がスレている。ラッキーは二枚目で頭脳明晰であり、多様な特技を持っている。トリッキーは無表情であり、本人いわく「既成の物にはとらわれない」人物。
「なお、トラウマ刑事（デカ）」第2話において、トリッキーの原型となるキャラクターが登場している。また、「会議は脅す」（「コミック94」春号に掲載されたが、執筆は1987年の正月）にて、トリッキーとほぼ同じ顔の串団子三十郎というキャラクターが、CMソングの歌手役で出ている。
『ウルトラセブン』のパロディとしてウルトラッキーが登場（第7話「ウルトラッキー第○話変化180度の対決」）。
モーニングパーティ増刊に、1990年32号から91年48号まで連載され、『帽子男の子守唄』（講談社）に収録された。後に『五万節』（エンターブレイン）に再録された。
ファイブ・ジョーカーズ
全14話。アカギ（赤木）、クロベ（黒部）、ミドリカワ（緑川）、シライ（白井）、桃山の5人が織り成す1話完結のギャグ漫画。ただし、名前が登場するのは第3話で、桃山にいたっては第4話で名前が固定した。漢字表記も同じく第4話から。
また、第3話にてゲドドが登場している（後に「キャプテントラウマ」に登場）。同じ第3話では、マリー・アントワネットの言葉として「酸素がなければ水素を吸えばいい」が登場。のちに「マスミ対ケンタロウ」（『夜は千の眼を持つ』）にて再使用された。
『ウルトラセブン』のパロディとしてスーダラセブンが登場（第8話「スーダラセブン」）。
「序盤のキャラクター設定のミスを後半で補おうと四苦八苦」と述懐している。
YS増刊大漫王（小学館）に、1995年から98年まで掲載され、『謹製イロイロマンガ』（ぶんか社）に収録された。
のちに唯一の週刊連載作品『いちマルはち』に、アカペラバンド「ファイブ・ジョーカーズ」が登場した。

国際漫画会議
ガゼー教授の登場するシリーズ。
『星降る夜は千の眼を持つ』に収録。
花道通
ライバルキャラの典型として登場し、使い回されている（その度に主人公が違う。絵柄・作風も違っている）。
贋作
コミックビーム関係の連載漫画を模した作品群で、『夜は千の眼を持つ』収録。上野は当該漫画家に、担当編集者・岩井はその担当編集者に扮することが多い。
「『夜千』打ち合わせ」が導入部として使用される。特にシリーズ名はないが、「下北 in CHEAP」（第42話）のタイトルバックに「贋作」と書かれていた。
以下、カッコ内は単行本での話数。
便乗漫玉日記（第16話）
桜玉吉の『幽玄漫玉日記』が元ネタ。岩井はヒロポン（広瀬栄一）役。
オールナイトライ（第24話）
鈴木みその『オールナイトライブ』が元ネタ。ペンネームは「鈴木うそ（アルファベット表記）」。岩井は奥村編集長役だが、上野は本人役（ただし、設定上、かなり美化されている）。
下北 in CHEAP（第42話）
しりあがり寿の『弥次喜多 in DEEP』が元ネタ。ペンネームは「もりあがり春」。上野・岩井は弥次喜多役。
どさんこ大王（第51話）
須藤真澄の『おさんぽ大王』が元ネタ。ペンネームは「頁藤真登」。岩井はノナカ（野中智恵）役。
『夜千』打ち合わせ
担当編集者・岩井とのファミレスでの打ち合わせが描写される。繰り返し登場するものの、これをメインにしている作品は「トレースだよキャプテントラウマ」ぐらいである。
みなさんこんにちは
追悼シリーズ
死去した漫画家（などアーティスト）の画風・作風をまねて作品にする。赤塚不二夫、レイ・ハリーハウゼン、生頼範義、水木しげる、望月三起也、谷口ジローなど。
ベンちゃんシリーズ
深海から訪ねてくる、可愛くてわがままなアザラシのベンちゃんが、作者・上野と起こす珍騒動を描く。
落語シリーズ
「あしたのジョー」「寄生獣」「羊たちの沈黙」「スターウォーズ」を古典落語とミックスさせた噺を、落語家が演じる様をそのまま描くシリーズ。

## 単行本リスト
- 帽子男は眠れない（講談社、1992年）
- 朝日のようにさわやかに（秋田書店、1993年） - 第1話 - 第35話まで収録
- 上野漫画（ぶんか社、1994年） - デビュー作「煙草撲滅委員会」収録
- 帽子男の子守歌（講談社、1996年）
- あささわDX（アスペクト、1998年） - オール2色『朝日のようにさわやかに』完全版：第1部 全話[59話]＋第2部
- ゲームびと公式ガイド（アスペクト、1998年 ）
- ひまあり 1（講談社、2000年） - コミックパークでオンライン決済によるオンデマンド購入が可能。
- ひまあり 2（講談社、2002年） - コミックパークでオンライン決済によるオンデマンド購入が可能。
- 夜は千の眼を持つ（エンターブレイン、2006年） - 各書店チェーンごとに異なる書き下ろし漫画つき「夜千新聞」と、人を食ったようなアンケートハガキを封入。
- わたしたちの好きなもの（エンターブレイン、2006年） - 安永知澄作品集。上野は『ちぬちぬとふる』『カノン』原作担当。
- 星降る夜は千の眼を持つ（エンターブレイン、2007年） - 前作同様、人を食った「アンケート漫画」を封入。読者がコマの空欄に記入する体裁。
- 謹製イロイロマンガ（ぶんか社、2009年6月25日） ISBN 9784821188154
- 帽子男（エンターブレイン、2009年6月25日） ISBN 9784757749375 - 『帽子男は眠れない』、『帽子男の子守唄』から「帽子男」シリーズを再録し、新作を加えたもの。
- 五万節（エンターブレイン、2009年6月25日） ISBN 9784757749382 - 『帽子男は眠れない』、『帽子男の子守唄』から「帽子男」シリーズ以外を再録し、他の単行本からの再録や未収録作品を加えたもの。
- さよならもいわずに（エンターブレイン、2010年8月5日） ISBN 9784047266025 - 2011年マンガ大賞ノミネート作
- 明日の夜は千の眼を持つ（エンターブレイン、2011年2月10日） ISBN 9784047269415
- ギャグにもほどがある（エンターブレイン2013年10月25日）
- いちマルはち （KADOKAWA / アスキー・メディアワークス、2014年11月26日）
- 暇なマンガ家が「マンガの描き方本」を読んで考えた「俺がベストセラーを出せない理由」（扶桑社、2015年7月31日） - 上野初の文章本。
- 夜の眼は千でございます（エンターブレイン、2016年11月25日）
- 治虫の国のアリス（マイクロマガジン社、2020年6月16日）
- 目羅博士の不思議な犯罪（江戸川乱歩原案、上野顕太郎原作、山田一喜漫画、春陽堂コミックス、2023/12/11）

### オビの推薦文担当者
出版順に記載。
- 伊集院光 - 『あささわDX』
- ラーメンズ - 『ひまあり 2』オビの“ひまありを与えられた人”担当
- 新井英樹 - 『夜は千の眼を持つ』
- 水野純子 - 同上
- みなもと太郎 - 同上
- 三宅乱丈 - 同上
- 岩明均 - 『星降る夜は千の眼を持つ』
- 榎本俊二 - 『帽子男』
- 吉田戦車 - 『五万節』
- 夏目房之介 - 『さよならもいわずに』
- ヤマザキマリ - 『明日の夜は千の眼を持つ』